# الکساندر یوردیویچ
الکساندر یوردیویچ (انگلیسی: Alexander Djordjevic؛ زادهٔ ۱ ژانویهٔ ۱۹۷۰) موسیقی‌دان، نوازنده و پژوهشگر اهل ایالات متحده آمریکا است.

## زندگی
یوردیویچ در شیکاگو، ایلینوی در سال ۱۹۷۰ به دنیا آمد.

## جوایز
او برندهٔ جوایزی همچون برنامه فولبرایت شده‌است.